# Colombier de Nanchapt
Le colombier de Nanchapt est situé à La Tour-Blanche-Cercles, en France.

## Localisation
Le colombier est situé sur le territoire de La Tour-Blanche, ancienne commune intégrée à celle de La Tour-Blanche-Cercles, en Périgord, dans le quart nord-ouest du département de la Dordogne, en région Nouvelle-Aquitaine.

## Description
Colombier seigneurial de plan circulaire présentant un appareillage en pierre de taille. Le toit conique, protégé par de la tuile plate, est percé de deux lucarnes affichant chacune un arc en accolade. Intérieurement, les boulins sont conservés, mais la présence d'un plafond ajouté postérieurement indique que la partie supérieure du colombier était destinée au stockage de denrées.

## Histoire
Érigé au XVIIe siècle, le colombier dépendait vraisemblablement du manoir de Nanchapt situé 75 m à l'ouest.
Il est répertorié à l'inventaire général du patrimoine culturel.

## Galerie

Le colombier de Nanchapt en 2012.
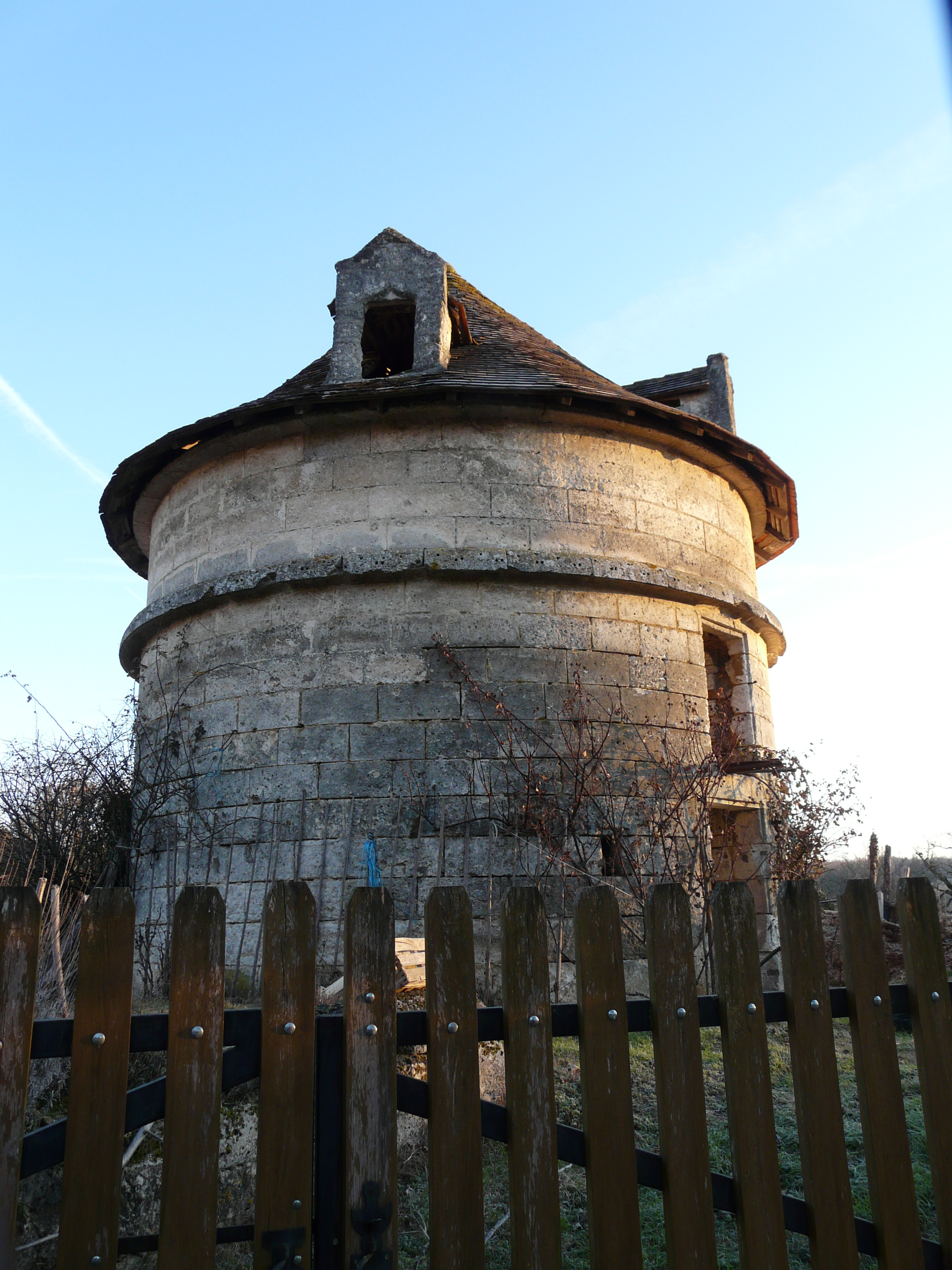
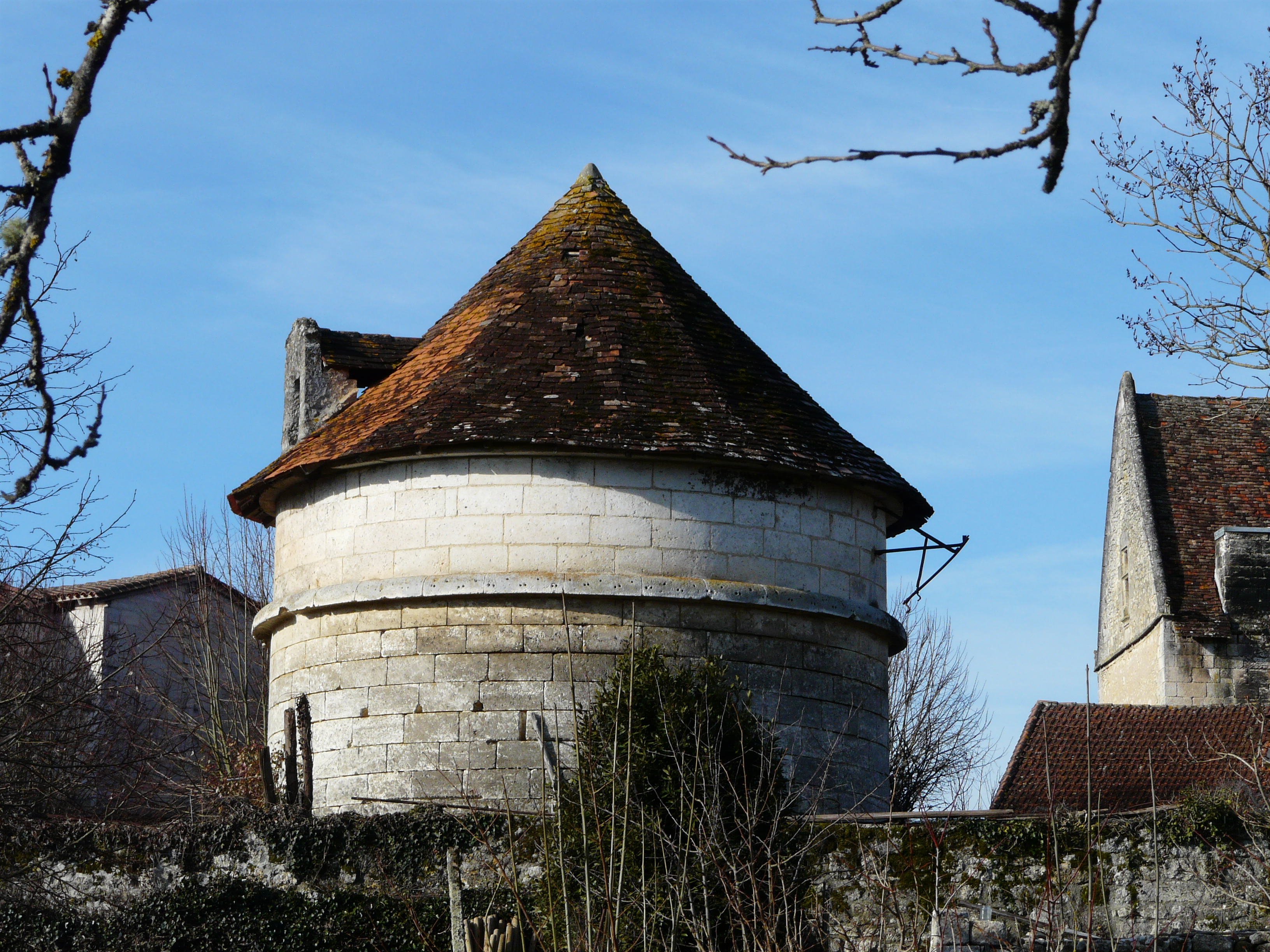
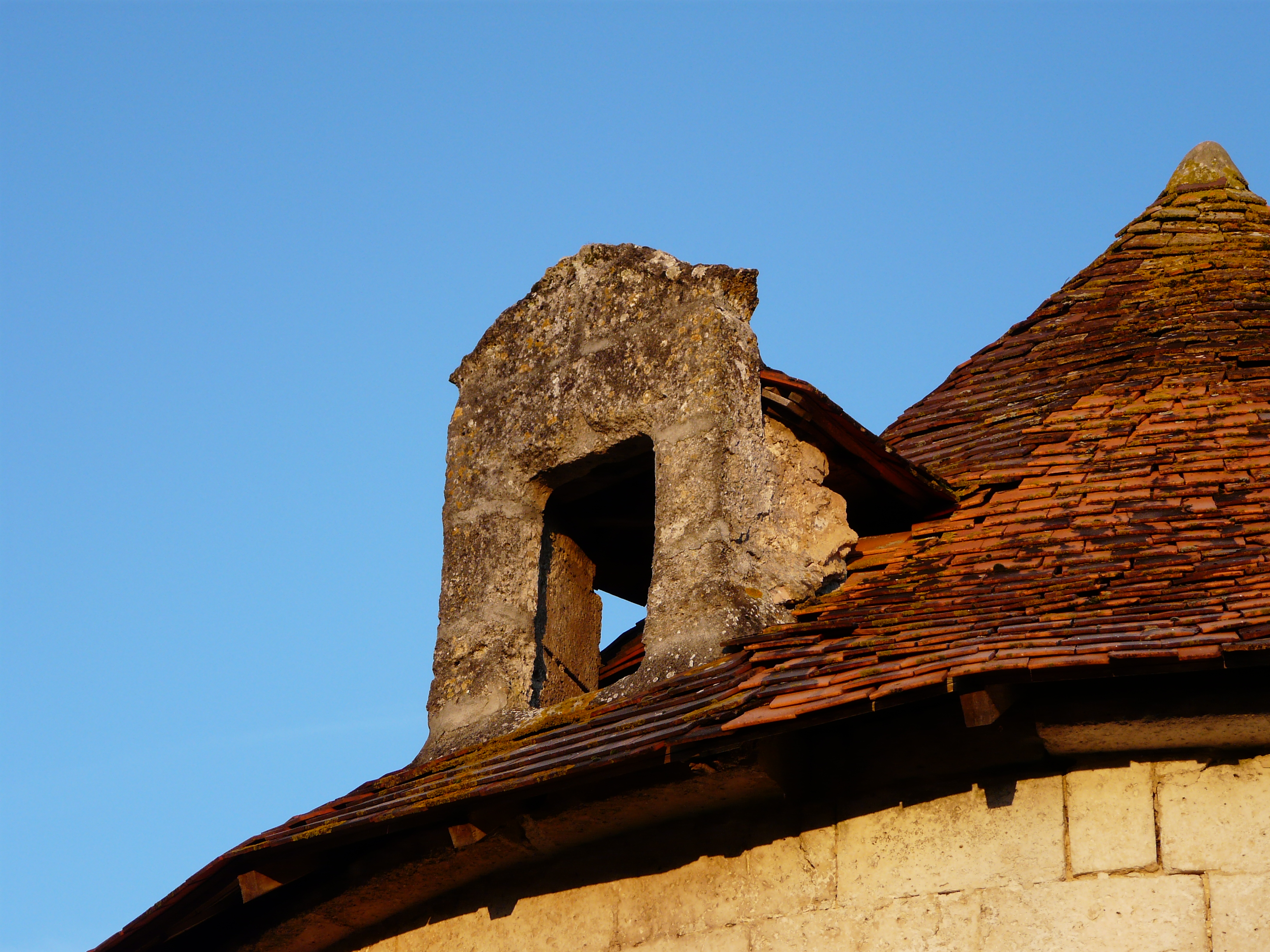